# Зярвинос
Зярвинос (лит. Zervynos) — деревня в южной Литве, Алитусском уезде, Варенском районе, в 8 км к северо-востоку от Марцинкониса, в 16 км к юго-западу от Варена.

## Общая характеристика

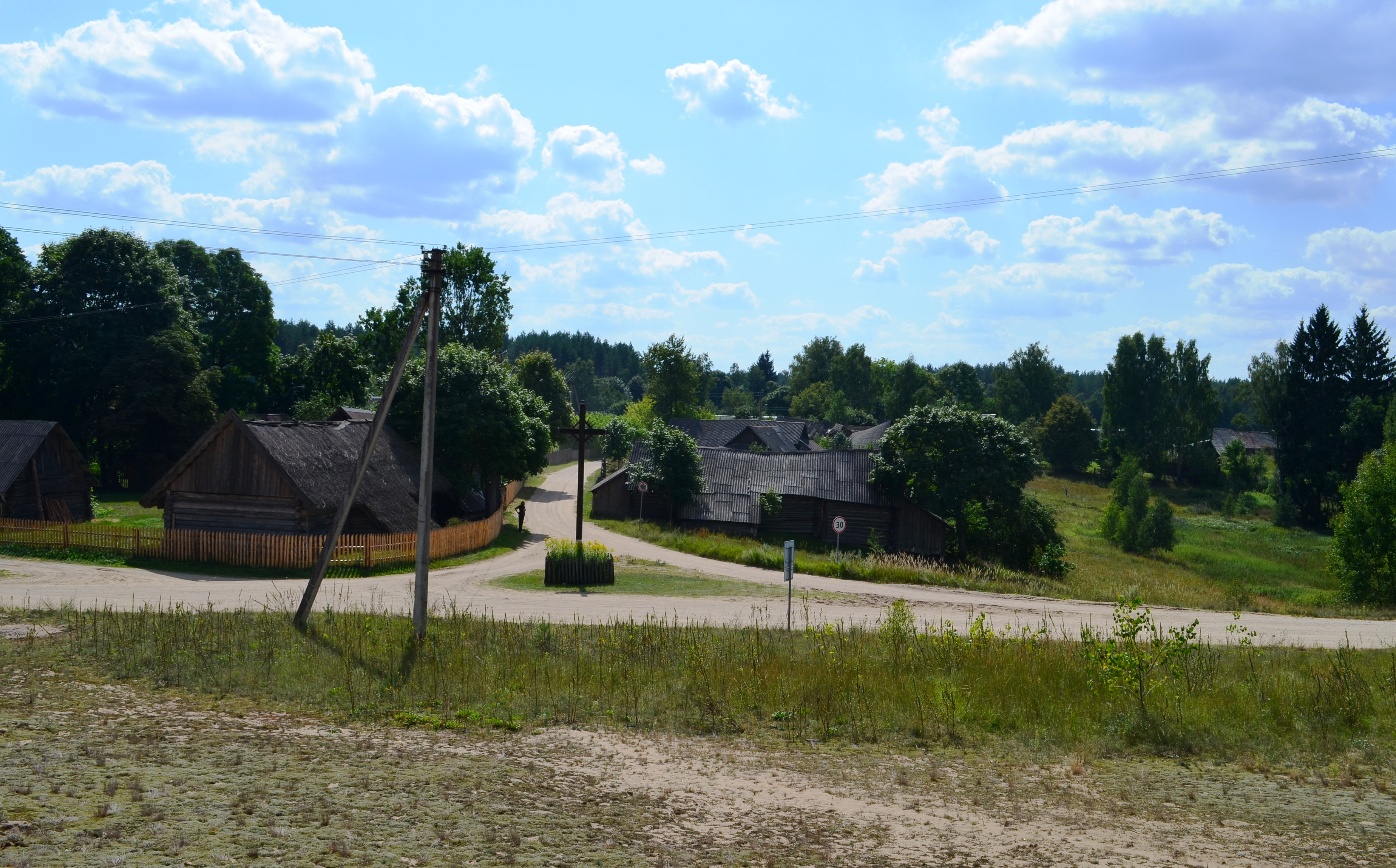
Зярвинос

Зярвинос расположена берегах реки Ула и её притока Повильниса, со всех сторон окружена Дайнавским лесом и вклдючена в территорию Дзукийского национального парка.
Зярвинос — архитектурный памятник государственного значения, состоит из 48 усадеб, из которых 8 являлись этнографическими. В настоящее время насчитывается 11 охраняемых усадеб с 35 зданиями, признанными памятниками конца XVIII — начала XX веков.
Сохранилась традиционная деревянная архитектура и общий план, сформировавшийся в XVIII веке. Здесь имеются также большие деревянные кресты, сосны с дуплами (ранее использованные для пчеловодство), кладбище, место неолитного становища.
Через деревню проходит железная дорога Вильнюс — Марцинконис (бывшая часть линии Санкт-Петербург-Балтийский — Варшава-Всходня, разорванной после демонтажа участка Марцинконис — Узбережь), по которой ездит пригородный дизель-поезд Вильнюс — Марцинконис.

## История
Деревня упоминается с 1742 года. В 1869 году было 17 усадеб. В период между Первой и Второй мировой войнами местечко было на территории сначала Срединной Литвы (1920—1922), затем Польши. В советское время в деревне работала начальная школа. Здесь жил и работал писатель Юозас Апутис. В деревне снимались фильмы «Никто не хотел умирать» (1965) и «Факт» (1981).

## Население
В 1798 году было 104 жителя, в 1858 году — 133, в 1921 году — 235. По переписи населения 1959 года в деревне числилось 190 человек, в 1970 году — 186 человек, в 1989 году — 103, в 2011 году население составляло 47 человек, в 2013 году — 50 жителей.